# Московский колледж архитектуры и градостроительства
Московский колледж архитектуры и градостроительства (с 1951 года Всесоюзный заочный строительный техникум Министерства строительства РСФСР)  — Государственное бюджетное профессиональное образовательное учреждение среднего профессионального образования города Москвы, основанное в 1951 году. Главное здание находится в Москве, на Анадырском проезде, д. 79. стр. 1.

## Краткая история
Открытие Всесоюзного заочного строительного техникума Министерства строительства РСФСР было начато с Постановления Совета Министров РСФСР от 19 февраля 1951 года № 1011. Изначально техникум располагался на 9-й парковой улице. Спустя два года техникум сменил адрес на Первомайскую улицу.
В 1979 году техникум был переименован в Московский монтажный техникум. Позже в техникуме был открыт музей боевой славы.
В 1999 году колледж был реорганизован путём присоединения к нему Московского техникума транспортного строительства, который в 1954 году при Управлении строительства Московского метрополитена был образован как Московский вечерний техникум железнодорожного транспорта.

### Корпуса колледжа
- Анадырский проезд, д. 79, стр. 1. (главное здание).
- Улица Плеханова, дом 5Б.
- Зелёный проспект, дом 74А.
- 12-я Парковая улица, дом 13.
- Руставели, 10, корп. 1